# Associação dos Estudantes do Instituto Superior Técnico
A Associação dos Estudantes do Instituto Superior Técnico (AEIST) foi fundada a 11 de Dezembro de 1911, pouco depois do Instituto Superior Técnico (IST) ter sido fundado. Desde a sua génese, a AEIST tem tido um papel fundamental na vida académica do Instituto Superior Técnico, da Universidade de Lisboa e da própria cidade de Lisboa.
Durante os anos 60 e 70 foi palco de manifestações e confrontos estudantis contra o Regime do Estado Novo, foi berço de movimentos e ideias novas e sempre uma casa aberta de discussão e espírito de intervenção académico. Hoje, a AEIST é a segunda maior Associação de Estudantes de Portugal e continua a desempenhar um papel importante na vida académica portuguesa.

## Organização
A AEIST é composta por três órgãos sociais, a Direcção (DAEIST), a Mesa da Assembleia Geral de Alunos (MAGA) e o Conselho Fiscal e Disciplinar (CFD). Cada um destes órgãos desempenha um papel diferente na organização da AEIST e na defesa dos interesses dos alunos do Instituto Superior Técnico.

## Serviços
A AEIST dispõe de um serviço de reprografia, a Secção de Folhas, onde os alunos podem comprar sebentas, resumos e material escolar variado. Dispõe também do Espaço AEIST, onde é possível fazer a inscrição para cursos de línguas, compra de merchandising da AEIST e do Desporto da AEIST e ainda adquirir o traje estudantil. 
A Gráfica da AEIST é outro serviço disponibilizado através do qual é possível a personalização de artigos variados como t-shirts, sweatshirts de curso, copos reutilizáveis, lanyards, etc.
Para além de uma Piscina, encerrada desde 2015, dispõe ainda de vários espaços desportivos: Pavilhão Desportivo, Campo de Futsal, um Campo de Ténis, dois Campos de Padel e uma Sala de Squash que podem ser alugados por qualquer pessoa - Playtomic.

## Presidência
| Mandato   | Presidente                                                         |
| --------- | ------------------------------------------------------------------ |
| 1911-1912 | António Domingos Amaro Junior*                                     |
| 1912-1913 | Filipe Alistão Telles Moniz Cortê-Real*                            |
| 1914-1915 | António Pedroso*                                                   |
| 1915-1916 | Augusto Cancella d'Abreu*                                          |
| 1950-1951 | Carlos Oliveira Chaby*                                             |
| 1954-1955 | António Xavier Mello Coelho*                                       |
| 1955-1956 | José Manuel Prates de Fonseca*                                     |
| 1956-1957 | João Cardona Gomes Cravinho                                        |
| 1957-1958 | Luiz Veiga da Cunha*                                               |
| 1958-1959 | Luis dos Santos*                                                   |
| 1959-1960 | Luis Veiga da Cunha / António Silva Pinto*                         |
| 1960-1961 | António Silva Pinto*                                               |
| 1961-1962 | Heitor Santos*                                                     |
| 1962-1963 | António F. Ferreira de Santos*                                     |
| 1963-1964 | António F. Ferreira de Santos / Jorge Dias de Deus / Lopes Matias* |
| 1964-1965 | Mário Lino Soares Correia                                          |
| 1965-1966 | António Mota Redol                                                 |
| 1966-1967 | Pedro Santos Coelho                                                |
| 1967-1968 | Fernando Sacramento                                                |
| 1968-1969 | Luis Leitão                                                        |
| 1969-1970 | Mariano Gago                                                       |
| 1970-1971 | João Vieira Lopes                                                  |
| 1971-1972 | Joaquim Cardeira                                                   |
| 1972-1973 | Carlos Costa                                                       |
| 1973-1974 | Carlos Costa                                                       |
| 1976-1977 | Alfredo Monteiro Gomes                                             |
| 1977-1978 | Alfredo Monteiro Gomes                                             |
| 1978-1979 | Carlos Pimenta                                                     |
| 1979-1980 | Carlos Pimenta                                                     |
| 1980-1981 | José Rodolfo*                                                      |
| 1981-1982 | Pedro Geirinhas (Álvaro)*                                          |
| 1983-1984 | Pedro Cebola*                                                      |
| 1984-1985 | Rui Ribeiro*                                                       |
| 1985-1986 | Raúl Rebelo Gonçalves*                                             |
| 1986-1987 | Raúl Rebelo Gonçalves*                                             |
| 1987-1988 | Raúl Rebelo Gonçalves*                                             |
| 1988-1989 | Francisco Sanches*                                                 |
| 1989-1990 | Francisco Sanches (Veloso)*                                        |
| 1990-1991 | Paulo Vaz Serra*                                                   |
| 1991-1992 | Pedro Filipe Correia*                                              |
| 1992-1993 | Miguel Sousa Lobo                                                  |
| 1993-1994 | João Garcia da Fonseca / Mário Fernandes                           |
| 1994-1995 | Valentina de Brito Garcia                                          |
| 1995-1996 | Luís Mota                                                          |
| 1996-1997 | Sara Rocha Oliveira                                                |
| 1997-1998 | Nuno Garcia Moreira / José Domingues Oliveira                      |
| 1998-1999 | Pedro Santos Moura                                                 |
| 1999-2000 | Pedro Bastos / Ricardo Martins / Ana Roldão                        |
| 2000-2001 | João Santos Rosa                                                   |
| 2001-2002 | João Santos Rosa / Nuno Filipe Silva                               |
| 2002-2003 | Filipe Janela                                                      |
| 2003-2004 | Nuno Abrantes                                                      |
| 2004-2005 | Miguel Esteves / Dimitri Fessenko                                  |
| 2005-2006 | Miguel Esteves                                                     |
| 2006-2007 | Bruno Barracosa                                                    |
| 2007-2008 | Bruno Barracosa                                                    |
| 2008-2009 | Jean Barroca                                                       |
| 2009-2010 | Jean Barroca                                                       |
| 2010-2011 | Ivan Gonçalves                                                     |
| 2011-2012 | Filipe Pacheco                                                     |
| 2012-2013 | João Pedro Costa                                                   |
| 2013-2014 | Pedro Sereno                                                       |
| 2014-2015 | Pedro Sereno                                                       |
| 2015-2016 | Rodrigo do Ó                                                       |
| 2016-2017 | João Silva                                                         |
| 2017-2018 | Alexandre Passo                                                    |
| 2018-2019 | Gonçalo Azevedo                                                    |
| 2019-2020 | Francisco Trindade Santos                                          |
| 2020-2021 | Francisco Trindade Santos                                          |
| 2021-2022 | Gonçalo Mamede                                                     |
| 2022-2023 | Bernardo Santos                                                    |
| 2023-2024 | Pedro Neto Monteiro                                                |
| 2024-2025 | António Jarmela                                                    |

*(As informações assinaladas aguardam confirmação histórica)

## Secções autónomas
A AEIST conta com um conjunto de Secções Autónomas, independentes da DAEIST, onde qualquer aluno pode participar ou mesmo ajudar a criar. Estas existem para potenciar a que alunos com interesses em comum desenvolvam atividades extra-curriculares.
- AmbientalIST (2019 - )
- Aeroliga (2022 - )
- Camerata de Estudantes (CE-IST) (2022 - )
- Clube de Cervejeiros (CCIST) (2022 - )
- Diferencial - Jornal dos Estudantes do IST
- Clube de Ténis (CTIST), anteriormente denominado Equipa de Ténis do IST (2016 - )
- Grupo de Estratégia, Simulação e Tática (GEST)
- Grupo de Teatro do IST (GTIST) (1960* - 1971, 1992 - )
- LoungeIST (2020 - )
- Núcleo de Arte Fotográfica (NAF)
- Núcleo de Estudantes Africanos (NEAIST) (2019 - )
- Núcleo de Estudantes de Engenharia do Ambiente (NEEA)
- Núcleo de Estudantes de Engenharia Eletrotécnica e de Computadores (NEEC)
- Núcleo de Estudantes de Engenharia dos Materiais (NEMat)
- Núcleo de Estudantes de Engenharia Química (NEQIST) (2005 - )
- QueerIST
- SurfIST
- Técnico Debate Club (TDC) (2025 - )

*(as datas assinaladas aguardam confirmação histórica)

## Secções Autónomas Extintas
- PSEM (2013 - 2019)
- NBIST - Núcleo de Basquete (2013 - 2020)
- NucleAR - Núcleo de Estudantes de Arquitetura (2003* - 2019)
- NAS - Núcleo de Atividades Subaquáticas
- Rádio Zero (2006-2022)
- SSETI-IST

*(as datas assinaladas aguardam confirmação histórica)

## Desportos - Equipas da AEIST
Como parte dos serviços da AEIST é dada a todos os alunos a oportunidade de poderem praticar, dentro do IST, os seguintes desportos nas equipas da AEIST:
- Andebol (Masculino e Feminino)
- Basquetebol (Masculino e Feminino)
- Futebol 11 (Masculino) - No Estádio Universitário de Lisboa
- Futsal (Masculino e Feminino)
- Voleibol (Masculino e Feminino)
- Padel
- Ténis
- Xadrez

Existe, ainda, a possibilidade de os alunos do IST participarem em Campeonatos Universitários através da AEIST, não só a nível regional (competindo nos Campeonatos Universitários de Lisboa da ADESL - Associação Desportiva do Ensino Superior de Lisboa), mas também a nível nacional, competindo nos Campeonatos Nacionais Universitários organizados pela FADU - Federação Académica do Desporto Universitário. Nestes campeonatos é possível inscreverem-se alunos para outros desportos (individuais ou coletivos) que não contemplados nas equipas da AEIST.